# Германска революция (1848 – 1849)
Германската революция от 1848 – 1849 година, наричана също Мартенска революция, се извършва между март 1848 и края на лятото 1849 г. в пределите на Германския съюз.
Народни въстания избухват в почти цяла Централна Европа. Още през януари 1848 италиански революционери се обединяват срещу австрийските Хабсбурги в северната част на Апенинския полуостров и срещу Бурбоните на юг. След началото на Френската революция през същата година и германските страни вземат участие в бунта срещу властта на висшите управници.
В германските княжества полагат началото на революцията във Велико херцогство Баден и след няколко седмици тя се пренася и в останалите федерални провинции. От Берлин до Виена не секват лозунгите за либерално управление и провеждане на свободни избори (проведени в църквата Свети Паул във вече свободен Франкфурт на Майн). След като относително бързо извоюват победа над Мартенския кабинет, като например закриване на печата и цензура, около средата на 1848 революционното движение се оттегля в дефанзива. През есента на 1848 и началото на 1849 година се зараждат още бунтовнически точки, регионално взимащи участие и в Гражданската война, които поставят последните части на революцията в действие. До юни 1849 г. се прави първият опит за създаване на една демократически цялостна и единна национална държава, наложена насилствено главно от пруски и австрийски войскови части.

## Интереси, историческо подреждане и значение за Средна Европа
Революционерите в германските държави се стремят към политическа свобода, с цел демократична реформа и национално обединение на княжествата в Германския съюз. Те преди всичко се застъпват за идеите на Либерализма. С развитие на революционното движение то се разделя в различни посоки и в западните области приоритетите се различават и частично опонират един на друг.
В революционните действия и въстания взимат участие и кръговете на редикалдемократите, социалреволюционерите, ранните социалисти. Те действат предимно извънпартийно, в Парламента те са малко на брой или въобще ги няма. В определени революционни комитети просто не могат да се наложат.
Извън пределите на Германския съюз страните и регионите, намиращи се в хабсбургска Австрия, се стремят към низависимост и надмощие над другите. Към тях принадлежат Унгария, полските провинции, както и северните италиански княжества. Революционерите се заселват в управляваната от Полша област Познан.
В повечето от страните революцията е сломена най-късно 1849. Във Франция републиката се задържа до 1851/1852. Само в княжествата Дания и Сардиния революционните успехи продължават по-дълго време. Така в конституционните монархии законите в конституцията се задържат чак до XX век. Основният закон (Конституцията) на Сардиния дава основите на италианското кралство през 1861 (Рисорджименто).
Едно продължително събитие, дело на народно-политическото усилие в Средна Европа от 1830 г. е превръщането на Швейцария от една политически разнородна конфедерация в либерална федерация. Избухва гражданска война, продължила 27 дена, но федерацията запазва своите народни и обществени главни структури.
От силните европейски страни само Англия, Испания и Русия не са засегнати от случващото се. Руската армия дори използва сила, за да усмири унгарските желания за бунт за независимост от Австрийската империя.
Най-късно от 1848 г. буржоазията, в тесни линии дребните собственици, става икономически господстваща класа в Централна Европа. Още от Френската революция 1789 този възход е следван от политически и социални войни.
Революцията от 1848/1849 създава политическата култура и плурализтично политическо разбирателство в повечето страни от Централна Европа, дългосрочни и продължителни в епохата на Модернизма. Както във Германия, чиято конституция е подписана 1849 в църквата Свети Паул, това става и в Австрия, Франция, Италия, Унгария, Полша, Дания и Чехословакия. Със събитията от 1848/1849 е положен победоносният ход на гражданската демокрация, която с бавни стъпки по-късно променя исторически, политически и социално почти цяла Европа.
Мартенската революция дава международно основната идея за един идеален импулс на развитие, през XX век прераснал в Европейски съюз (ЕС). С тази цел италианският революционер Джузепе Мацини, националист и идеолог, основава движението „Млада Италия“ и усилено пропагандира революционните идеи. Той поставя тази Утопия срещу авторитетните държави в Европа, което е и един от главните политически и социални стремежи на ЕС. Идеите на Мацини бързо са възприети от много идеалистически настроени немци, сред които Карл Барт, в тайните общества на „Млада Германия“. Към създадената от Мацини „Млада Италия“ се включват създадената от полски емигранти „Млада Полша“ и „Млада Германия“. В швейцарския Берн през 1834 те създава международната тайна организация „Млада Европа“. От нея се зараждат и идеите за събуждане на нацията и по-специално Мартенската революция.

## Предистория и причини за революцията

### Икономически и социални скрити причини
Един непосредствен предвестник на Мартенската революция в тогавашната Централна Европа е кризисната 1847 година, предшествана от много слаби добиви на жътва от 1846. В германските държави това означава повишаване на цените на хранителните продукти. Сред населението се появява недостиг от храна в почти всички германски държави. Много, застигнати от масовата бедност работници, разорени занаятчии и селскостопански служители се съюзяват, убедени от своите социални нужди. Поради това все повече хора настояват за демократически и либерално създадена общност. Друга последица от кризата е намаляването на покупателната способност на индустриалните продукти, по-особено текстилните изделия. Това води до упадък на още силната и доминираща Текстилна индустрия.
Упадъкът на текстилния бранш, който в германските страни е с минимална печалба за много семейства и за малко богати предприемачи и земевладелци, става факт. Общопризнато е, че кризата в занаятчийството е обусловена от напредващата индустриална революция в Европа, която още от средата на 18 век, чрез нови технически открития от Англия, променя социално и икономически целия континент. Стига се и до увеличаване на населението, при което изграждащата се аграрна индустрия в градовете не може да приеме растящата вълна от работници. Последствията са поява на масова безработица. Излишната работна сила е главна част на „индустриалната резервна армия“. Все повече хора търсят работа в бързо растящите градове, в манифактури и новосъздадени фабрики, където чрез рационалната масова продукция, стоките могат да поевтинеят.
Един нов обществен слой – пролетариатът (независимата работна сила) расте стремително бързо. Условията на живот в индустриалните предприятия през 19 век са катастрофални. Повечето работници живеят в гета и бедни квартали на градовете, на прага на нищетата или дори под него, застрашени от безработица и без социална осигуровка. Още години преди Мартенската революция съществуват регионално ограничени въстания срещу индустриалните барони. При тъкачното въстание 1844 в Силезия, се появяват размирици от страна на тъкачите в Биелава и Пешице, Полша. Става факт и първото значимо извънрегионално въстание на германския пролетариат, продиктувано от социалната нужда. Бунтът е потушен само след няколко дена от пруската армия.
Заможното градско съсловие все повече се притеснява за своето икономическо развитие. Чрез митническата политика на князете е използавана възможността за свободна търговия. Исканията за либерализация на икономиката и търговията в германските страни в първите десетилетия на 19 век стават все по-многобройни. На 22 март 1833 е създаден Германският митнически съюз (на немски: Deutscher Zollverein), с което е улеснена търговията в германските държави. В край на 30-те години се стига до икономически подем. Обаче социалните нужди на обществените слоеве едва доловимо се променят.

### Политически причини
Една от съществените цели на Мартенската революция е преодоляването на политическата реставрация, планирано още от Виенския конгрес през 1815 година.
Един от най-изявените застъпници на политическата реставрация е австрийският дипломат и държавен канцлер Клеменс фон Метерних. Политиката на реставрация е призната от повечето европейски страни по време на Виенския конгрес на 9 юни 1815, непосредствено преди окончателната загуба на Наполеон Бонапарт в битката при Ватерлоо. Целта им е вътрешнополитически и междудържавно да възстановят строгия режим в Европа, както правят преди Френската революция 1789. Това означава надмощие за аристокрацията и възстановяване на привилегиите им. Също така новото подреждане на Европа според Наполеон, което в лицето на Code Civil установява граждански права, трябвало да бъде отменено.
Вътрешнополитически, чрез либерални реформи или национални споразумения, реставрационните изисквания са заглушени, цензурата е засилена и свободата на пресата силно ограничена. Литератулните творби на „Млада Германия“, съставени от млади революционери-писатели, са цензурирани или забранени. Също и други критични към обществото или националистически поети са ограничени от цензурата, някои попадат в изгнание, най-вече във Франция и Швейцария. Някои от тях са Хайнрих Хайне, Георг Хервег, Георг Бюхнер и Хофман фон Фалерслебен.
Студентските корпорации по това време са главните стълбове за национално обединение и демократични граждански права. През октомври 1817 правят голяма демонстрация по повод управлението и стремително се застъпват за всенародно въстание. Стига се до открито изгаряне на книги, като много от демонстраторите изгарят творби на така наречените ненемски автори.
Хайнрих Хайне, силно демократически настроен, произнася прочутите думи: Това бе само прелюдия; там, където човек изгаря книги, накрая човек изгаря и хора. Юлската революция от 1830 във Франция създава подем на либерализма в Германия и в цяла Европа. Така в различни германски княжества още през 1830 се стига до регионално ограничени въстания, например в Брауншвайг, Хесен, Кралство Саксония и Хановер, което частично повлиява и на конституцията им.
Също и в италианските републики, както и в полските провинции на Авсртия, Прусия и Русия (Полско царство) през 1830 има въстания, с цел национално-държавна автономия. В Обединено кралство Нидерландия Белгийската революция цели отделяне на южните провинции и създаване на белгийска държава като парламентарна монархия.
Така нареченото Франкфуртско пробуждане на 3 април 1833 е първият опит на близо 50 студенти да предизвикат общогерманска революция. Акцията е насочена към германските парламенти, използвано място от демократите като инструмент за реставрационна политика. След щурмуването на двата франкфуртски полицейски участъка протестиращите искат да вземат в плен заместник-министрите на княжеството и с това да сложат край на общогерманския бунт. Акцията, която била подготвена, се проваля още в самото начало.

## Развитие

### Провеждане
Един съществен фактор за Мартенската революция е успехът на Френската революция 1848, откъдето искрата на революцията бързо преминава и в германските княжества. Събитията във Франция довеждат до свалянето от престола на Луи-Филип, победа за либерализма и провъзгласяване на Втората френска република. Осъществява се революционният прелом, чиито борби затаяват дъха на целия континент.
Най-важните революционни места са Баден, Прусия, Австрия, Северна Италия, Унгария, кралство Бавария и Саксония. Също и в други държави и княжества се стига до въстания, като и там революционните движения се разрастват. На 27 февруари 1848 година за първи път са формулирани исканията на революционерите в Германия: 1. въоръжаване на народа по преценка на офицерите; 2. неограничена свобода на пресата; 3. съд със съдебни заседатели по пример на Англия; 4. моментално създаване на германски парламент.
В кралство Дания революционните събития довеждат до създаване на нова конституция, според която конституционната монархия и второ камерен парламент имат общото избирателно право.
В някои държави от германския съюз, намример в княжествата Вюртемберг, Хановер и Хесен, князете управляват със замах. Скоро и там се стига до създаване на либерални „мартенски министерства“, които частично следват исканията на революционерите, например премахване на цензурата на печата и облекчения за строителите. Често обаче се стига само до голи обещания. В тези страни, заради навременните компенсации, революцията протича по-миролюбиво.
Вече през май/юни 1848 започват засилени реставрационни действия на управляващото княжество, с цел да насочат въстаналите в Германския съюз в дефанзива. Парижкото Юнско въстание, в развоя на Френската революция, също оказва влияние върху събитията в другите европейски страни. Юнското въстание на парижките работници е и повратната точка за разделението между революционния пролетариат и буржоазията.
Едно хронологично развитие на революцията е трудно за обхващане. Събитията не винаги се свързват съвсем ясно, решенията на различни нива и места са с различни времена. Понякога съществуват разминавания, които впоследствие се коригират.

### Хронология на събитията

#### Предреволюционно развитие
- от 18 септември 1814 до 9 юни 1815: Виенски конгрес. Приетото „пренареждане“ на Европа слага началото на реставрационната политика.
- 18 октомври 1817: По време на Вартбургския празник се появяват призиви за обединение на Германия.
- Късно лято-есен 1819: В повечето държави на Германския съюз се стига до противоеврейски бунтове, насочени против еврейската еманципация, които незабавно ескалират.
- 20 септември 1819: Вследствие на убийството на поета Август фон Котцебу са положени основите на репресиите срещу демократическите и национални усилия на студентски корпорации и други опозиционни кръгове. Забраняват се демократическите групи и съюзи, както и свободната преса.
- юли 1830: Юлската революця във Франция се пренася под формата на въстания и в някои от държавите от Германския съюз.
- 27 май 1832: На Хамбахския празник са подновени исканията за обединена Германия и демократически права.
- 3 април 1833: При Франкфуртското пробуждане се прави първи опит за общогермански революционен бунт.
- 1834: В Берн се събират създадените от депутати-изгнаници тайни съюзи „Млада Италия“, „Млада Германия“ и „Млада Полша“. Инициатива на италиански революционери с цел международен таен съюз „Млада Европа“.
- 1837: Протестиращата Гьотигенската седморка (една група именити университетски професори, сред които и братята Грим) срещу анулирането на конституцията на Кралство Хановер, намира съратници в целия Германски съюз.
- юни 1844: В един регион на Силезия тъкачните работници надигат недоволно глави, вследствие на социалните нужди.
- 12 септември 1847: При Офенбургското събрание, организирано от радикал-демократическите политици, съгласно исканията на народа, са очертани желаните основните човешки права.
- 10 октомври 1847: При Хепенхаймската конференция е формулирана политическата програма на либералите.

#### Преходна фаза на Мартенската революция от януари 1848
- януари 1848: Националреволюционни въстания срещу управлението на испанските Бурбони в Южна Италия (Сицилия) и срещу това на Австрия в Северна Италия (Милано, Падуа и Бреша). Началото на общоевропейската фаза на революцията от 1848/49.
- 24 февруари 1848: Започва Френската революция. Провъзгласяване на Втората република. Министър-председателят Франсоа Гизо се завръща. Крал Луи-Филип абдикира, дегизира се и напуска Париж под името г-н Смит.

#### Развитие на революцията 1848
- 27 февруари 1848: Вдъхновено от Февруарската революция във Франция Манхаймското събрание формулира петиция към управлението в Карлсруе с така наречените мартенски искания, което е предвестникът на Мартенската революция в държавите от Германския съюз.
- 1 март: Започва Мартенската революция в Баден с окупирането на сградата на баденския парламент в Карлсруе.
- 4 март: Начало на Мартенската революция в Бавария с въстанията в Мюнхен.
- 5 март: Състои се Хаиделбергското събрание.
- 6 март: Начало на Мартенската революция в Прусия с първи бунтове в Берлин.
- 13 март: Начало на Мартенската революция във Виена с нахлуването в сградата на парламента; Клеменс фон Метерних си подава оставката и емигрира в Англия.
- 17 март: Милано обявява независимостта на Ломбардия от Австрия и присъединяването ѝ към кралство Сардиния.
- 18 март: В Берлин се стига до въоръжени сблъсъци между протестиращите граждани и военните. Истинското развитие на конфликта исторически не е известно. Стига се до улични и барикадни битки, довели до стотици убити, според данните: 303 души, от които 11 жени и 4 деца [1].
- 20 март: Баварският крал Лудвиг I си подава оставката в полза на сина си Максимилиан II. вследствие на размириците в Мюнхен и други градове в Бавария.
- 23 март: Венеция обявява независимостта си от Австрия и се обявява за република.
- Началото на април: Начало на първата Пруско-датска война вследствие на националногерманските въстания в Шлезвиг и Холщайн. Дания претендира Шлезвиг да е датска провинция.
- 12 април до 20 април: Хекерското въстание в Баден е потушено на 20 април при Кандерн, в Шварцвалд. Фридрих Хекер, главният деец, отива в изгнание.
- април–май: Въстание на познанските поляци против пруското господство под водачеството на Лудвиг Мирославски.
- 15 май: Второ Виенско въстание
- 17 май: Император Фердинанд I бяга под натиска на революционните вълнения от Виена към Инсбрук.
- 18 май: Франкфуртско национално събрание в църквата Свети Паул. Обявява се на първия общогермански демократичноизбран парламент. Той трябва да подготви германското обединение и да разработи конституцията на новата държава.
- 2 юни–12 юни: Славянският конгрес заседава в Прага и изисква преобразяването на дунавската монархия Австрия „в един съюз от равноправни народи“.
- 16 юни: Потушаване на въстанието в Прага от австлийски войски.
- 24 юни: Потушаване на Юнското въстание в Париж, Франция. След това в държавите от Германския съюз избухва контрареволюция и принуждава революционерите към дефанзива.
- 25 юли: Северноиталианските въстаници, под водачеството на кралство Сардиния, претърпяват поражение от австрийските войски в битката при Кустоза.
- 9 август: Подписано е примирие между Австрия и Сардиния.
- 26 август: Подписано е примирие между Прусия и Дания. Националното събрание трябва да се съгласи с договора от Малмьо най-късно до 16 септември и така да признае безсилието си. Кризата води до нови безредици във Франкфурт на Майн (Септемврийска революция) и в други немски градове.
- 12 септември: Републиканският национален водач Лайош Кошут става министър-президент на Унгария. На австрийския крал е анулирано името „Крал на Унгария“. Стига се до националнореволюционни бунтове срещу господството на Австрия.
- 18 септември: Бунтове срещу пруските и австрийските войски във Франция: Част от Септемврийската революция.
- 21 – 25 септември: 2-ро баденско въстание в Льорах; Густав Щруве на 21 септември провъзгласява Немската република, след което е арестуван.
- 6 – 31 октомври: Виенското Октомврийско въстание, след близо четири седмици, кърваво е потушено от кралските войски на Алфред I.
- 9 ноември: Робърт Блум, депутат във Франкфуртското национално събрание, вседствие на наказателните мерки срещу австрийските революционери във Виена, е разстрелян с демонстративно пренебрегване на детутатския имунитет.
- 21 ноември: Основаване на Централния мартенски съюз като общодържавна републиканска организация.
- 2 декември: Австрийският крал Фердинанд I подава оставка и отстъпва трона на племенника си Франц Йосиф I.
- 27 декември: Националното събрание във Франкфурт гласува основнте човешки права.

#### Развитие на революцията 1849
- февруари–март: Нови въстания в няколко австрийски области в Северна Италия. Най-вече революционният преврат срещу херцог Леополд II в Тоскана довежда до война между Австрия и Сардиния.
- 23 март: Нови поражения на северноиталианските революционери и кралство Сардиния срещу австрийската армия в битката при Новара.
- 28 март: След множество оспорвани дебати Националното събрание признава новата конституция, подписана в църквата „Свети Паул“.
- 3 април: Пруският крал Фридрих Вилхелм IV. отхвърля предложената му от Националното събрание императорска корона. Така германското обединение и конституция са провалени.
- 14 април: Унгария обявява независимостта си от Австрия и се провъзгласява за република. Впоследствие се стига до унгарска война за независимост срещу Австрия.
- 3 – 9 май: Провъзгласяването на една саксонска република проваля дрезденското Майско въстание, бързо потушено от пруски войски.
- 11 май: Начало на размириците в баденския гарнизон в Ращат: Баденско Майско въстание.
- 1 юни: В Баден е провъзгласена републиката. Лоренц Брентано става председател на временното правителство. Пруски войски навлизат в Баден.
- 6 – 18 юни: Парламентът, като остатък от Националното събрание, заседава в Щутгарт, на 18 юни той е разпуснат от вютембергски войски.
- 23 юли: Събиране на данъци на Ращат от пруски войски, край на баденската революция и символичен завършек на Германската революция от 1848/49.
- 6 август: Милански мирен договор между Австрия и кралство Сардиния.
- 23 август: Австрийски войскови части разгромяват въстаналата република Венеция. Северна Италия отново в австрийски ръце.
- 3 октомври: Последните унгарски революционери капитулират при обсадата на Коморн.